# يامن فرج
يامن طيب علي فرج (أبو نسرين؛ 1978 في مادما – 6 يوليو 2004 في نابلس) كان القائد العام لكتائب الشهيد أبو علي مصطفى الجناح العسكري للجبهة الشعبية لتحرير فلسطين منذ 2003 لحين اغتياله. تعرض لعدة محاولات اغتيال فاشلة من قبل إسرائيل خلال انتفاضة الأقصى.

## نشأته
ولد الشهيد يامن فرج في مادما، قضاء نابلس، فلسطين عام 1978. وانتقل بعد ثلاث سنوات للعيش في مدينة الرصيفة بالأردن حيث كان والده يعمل في الكويت، وبقيَ يامن في الأردن ستّ سنوات حتى انتهاء الصف الثالث، حيث عاد إلى مسقط رأسه ليكمِل تعليمه هناك.
نشأ يامن وسط عائلة كبيرة قوامها 14 فرداً، ورغم ذلك فقد كان متفوّقاً في دراسته.[بحاجة لمصدر]

## حياته السياسية
التحق يامن بصفوف الجبهة الشعبية لتحرير فلسطين في قريته مادما حتى صار من أبرز قيادييها وعضواً في الهيئة الإدارية للمنظمة. في العام 1996 أنهى يامن دراسته الثانوية العامة بمعدل 84% حيث التحق ب جامعة النجاح الوطنية ليكمل دراسته الجامعية. أعتقل في ذات العام من قبل الجيش الاسرائيلي بتهمة الانتماء لتنظيم الجبهة الشعبية لتحرير فلسطين والقيام بأعمال تحريض ضد إسرائيل. في العام 1997 عاد إلى دراسته في جامعة النجاح طالباً في قسم الصحافة لينتخب سكرتير جبهة العمل الطلابي التقدمية في عام 1998 حتى أنهى دراسته الجامعية عام 2002.[بحاجة لمصدر]

## استشهاده
في يوم 6/7/2004 قام الجيش الإسرائيلي باقتحام مدينة نابلس وجرى اشتباك بينه مع القوات الإسرائيلية استمر أكثر من أربع ساعات حتى استشهاده.[بحاجة لمصدر]